# Saprosma brevipes
Saprosma brevipes là một loài thực vật có hoa trong họ Thiến thảo. Loài này được H.Zhu mô tả khoa học đầu tiên năm 2001.